# Auenwald
Auenwald là một xã ở huyện Rems-Murr ở bang Baden-Württemberg thuộc nước Đức. Đô thị này có diện tích 19,76 km², dân số thời điểm 31 tháng 12 năm 2006 là 6976 người.

## Thành phố kết nghĩa
- Beaurepaire, Isère, Pháp, từ năm 1987